# Hyloxalus bocagei
Hyloxalus bocagei es una especie de anfibio anuro de la familia Dendrobatidae.

## Distribución geográfica
Esta especie habita entre los 1420 y 1740 m de altitud:
- en el departamento de Caquetá en Colombia;
- en Ecuador en las provincias de Sucumbíos y Napo.[4]

## Descripción
Los machos miden de 20 a 25 mm y las hembras de 23.6 a 29.5 mm.

## Etimología
Esta especie lleva el nombre en honor a José Vicente Barbosa du Bocage.

## Publicación original
- Jiménez de la Espada, 1870 : Faunae neotropicalis species quaedam nondum cognitae. Jornal de sciencias mathematicas, physicas e naturaes, Academia Real das Sciencas de Lisboa, vol. 3, p. 57-65[5]